# Borînea
Borînea (în ucraineană Бориня) este o așezare de tip urban din raionul Turka, regiunea Liov, Ucraina. În afara localității principale, nu cuprinde și alte sate.

## Demografie
Componența lingvistică a așezării de tip urban Borînea
     Ucraineană (99,2%)
     Alte limbi (0,79%)
Conform recensământului din 2001, majoritatea populației așezării de tip urban Borînea era vorbitoare de ucraineană (99,2%), existând în minoritate și vorbitori de alte limbi.